# 대조 학습
대조 학습(Contrastive learning)은 서로 다른 이미지를 분석하여 결과값에서 다른 데이터 사이의 대조를 강하게 하는 방법을 학습하는 기계학습 기법이다.